# Gösta Lundell
Gösta Lundell, född 3 april 1899 i Enköping, död 13 mars 1979 i Sofia församling i Stockholm, var en svensk kompositör och musiker. Han bildade tillsammans med Carl Andersson gruppen Carl-Gösta Ahrné.[källa behövs]
Lundell är gravsatt i minneslunden på Skogskyrkogården i Stockholm.